# Сапогівський ботанічний заказник
Сапогі́вський зака́зник — ботанічний заказник місцевого значення.
Розташований поблизу села Сапогів Чортківського району Тернопільської області, у кв. 64, вид. 3-5, кв. 65 вид. 2-4 Борщівського лісництва Чортківського держлісгоспу, в межах лісового урочища «Турильче».
Площа — 30,8 га. Створений відповідно до рішення виконкому Тернопільської обласної ради № 360 від 22 липня 1977 року. Перебуває у віданні Тернопільського обласного управління лісового господарства.
Під охороною — ділянка грабового лісу, де куртинами зростає шафран Гейфеля, занесений до Червовної книги України.